# 橋詰彩季
橋詰 彩季（はしづめ さき、1992年11月6日 - ）は、元NHKのアナウンサー。

## 人物
東京都大田区出身。
お茶の水女子大学附属中学校、お茶の水女子大学附属高等学校、お茶の水女子大学卒業後、2015年に入局。初任地は山形放送局。2018年4月に名古屋放送局へ異動。その後2021年4月1日付で公式ホームページのアナウンサー一覧から抹消されており、現在は退職したものと思われる。

## 嗜好・挿話
大学卒業後、2015年NHKに入局し初任地は山形放送局。2018年4月からNHK名古屋放送局に異動し主に『Uta-Tube』や『おはよう東海』等を担当した

## 出演
山形放送局時代（2015年度 - 2017年度）
- 山形のニュース・中継・リポート
- ニュースやまがた6時（不定期・片山智彦のキャスター代行など）
- やままる（不定期・中谷文彦のキャスター代行など）
- 着信御礼!ケータイ大喜利（2016年2月13日、20日）
- ニュースチェック11（スポーツキャスター）（大成安代休暇に伴う代理キャスター）（2016年12月5日 - 9日）
- ニュースウオッチ9（フィールドリポーター）（保里小百合夏期休暇に伴う代理リポーター）（2017年9月18日 - 29日）

名古屋放送局時代（2018年度 - 2020年度）　
- おはよう東海（2018年4月 - 2021年3月26日）（村上由利子、越塚優と交替で出演）
- Uta-Tube （2018年4月 - 2021年3月）
- 東海3県・東海北陸のニュース
- 2018 FIFAワールドカップ　デイリーハイライト（2018年7月2日 - 4日）
- 首都圏ネットワーク（代理キャスター） （2018年8月13日 - 15日[2]、2019年9月9日 - 13日[3]）
- オシばん（代理キャスター）（2018年8月13日 - 14日[2]、2019年9月9日 - 13日[3]）
- 旬感☆ゴトーチ!（2018年11月26日、2019年2月26日、27日）
- あさイチ
  - 「JAPA-NAVI 名古屋の周りをぐるぐる」ナビゲーター（2018年12月20日）　
  - 「JAPA-NAVI 愛知」ナビゲーター（2019年8月29日）
- NHKニュースおはよう日本（代理キャスター：5:00 - 6:00）（2019年9月17日 - 20日、2020年9月7日 - 11日）
- 列島ニュース新型コロナ最新情報（2020年5月13日・14日、20日・21日、27日・28日）
- まるっと!（高山哲哉の代理キャスター）（2020年8月11日 - 14日）
- 列島ニュース （進行キャスター）（2020年8月 - 9月）
- 未来スイッチ（ナレーション）（2020年9月16日、18日）
- ニュースウオッチ9（フィールドリポーター）（2020年10月5日 - 9日）

## 同期のNHKアナウンサー
- 石井智也
- 小林将純
- 五味哲太
- 小山凌
- 副島萌生
- 都倉悠太
- 庭木櫻子
- 畠山衣美（入局時は法人営業部所属）
- 見浪哲史
- 茂澤虎彦（退職）
- 森下絵理香